# Денега Галина Василівна
Галина Василівна Денега (нар. 2 січня 1949, с. Бенева Теребовлянського району Тернопільської області) — живописець, письменниця.

## Біографія
Народилася 2 січня 1949 року с. Бенева Теребовлянського району Тернопільської області.
У 1977 році закінчила Івано-Франківський інститут нафти і газу (нині — Івано-Франківський національний технічний університет нафти і газу).
Із 1977—1998 рр. працювала інженером ВО «Ватра» (м.Тернопіль).
Дружина відомого художника Шпорчука Петра Павловича, у якого й вчилася мистецьких азів.

## Творча діяльність

### Художнє мистецтво
Із 2000 року — учасниця обласних, всеукраїнських мистецьких виставок. Її персональні виставки: у Тернополі (2002, 2004, 2008) та Львові (2004). У творчості продовжує традиції малярства К. Білокур, М. Приймаченко, М. Тимченко. Картини зберігаються у Тернопільському краєзнавчому та художньому музеях та інших містах України.
Усього написала понад 200 картин на тему реалістичного зображення світу.
Твори:
- «Літній буйноцвіт» (2002),
- «Мальви» (2003),
- «Дельфініуми» (2003),
- «Хризантеми» (2004),
- «Півонія» (2004),
- «Чорнобривці» (2005),
- «Забута стежка» (2006),
- «На бабусиному городі» (2006),
- «Дзвенить літо» (2007),
- «В саду у вересні» (2007),
- «Під коморою діда Семка» (2007).

### Літературні твори
Із часом розвинувся ще один талант Галини Денеги — літературний. Перші її новели та оповідання опубліковано у часописі «Літературний Тернопіль» .
- «У стилі ретро» (2012)[1]
- «Політ метелика» (2013)
- «Терпке вино» (2014)
- «Осіння елегія» (2015)
- «Серпневі роси» (2016)

Усі збірки проілюстрував графічними роботами чоловік — заслужений художник України Петро Шпорчук. А обкладинки й титульні сторінки прикрашають репродукції робіт самої Галини Денеги, на котрих відтворені її улюблені «натурнині» — квіти нашого краю.
|                                                                           | Манері письма авторки притаманні м'який ліризм, тонка іронія, доречне використання елементів фольклору. Галина Денега емоційно сприймає довкілля і його мешканців (маю на увазі не тільки людей, а й тварин та рослини) і вміє передати своє приємне подивування чи осуд, хвилювання-збентеження читачам. Характерно, що вона не нав'язує їм своїх висновків, вони органічно випливають із неквапної оповіді. Читачі неодноразово підтверджували це на репрезентаціях попередніх видань авторки |
| — зауважує літературний редактор п'ятикнижжя письменниці Богдан Мельничук | |

.